# 澳洲臂鈎躄魚
澳洲臂鈎躄魚，為輻鰭魚綱鮟鱇目躄魚亞目臂鈎躄魚科的其中一種，分布於澳洲海域，棲息深度18-210公尺，體長可達6.3公分，棲息在底層水域，生活習性不明。